# Estación Bolívar
Bolívar es una estación ferroviaria ubicada en la ciudad del mismo nombre, en el partido de Bolívar, Provincia de Buenos Aires, Argentina.

## Servicios
Pertenece al Ferrocarril General Roca de la Red ferroviaria argentina, en el ramal que une la estación Empalme Lobos y Carhué. Desde aquí se desprende un ramal hacia el sur, hacia Recalde, General La Madrid y Pringles.
Sus vías están concesionadas a la empresa de cargas Ferroexpreso Pampeano, sin embargo, se realizaron esporádicos operativos de cargas por estas vías.
Desde diciembre de 2012 no opera servicios de pasajeros.

## Ubicación
Se encuentra ubicada a 330 km al sudoeste de la estación Constitución, al este del casco urbano de la ciudad, en la intersección de las avenidas San Martín y 25 de Mayo.